# Robert Weissberg
Robert Weissberg (nacido en 1941) es un politólogo estadounidense de origen judío askenazí. Es profesor emérito de ciencias políticas en la Universidad de Illinois, y es autor de doce libros sobre política y pedagogía. Ha publicado numerosos artículos científicos en revistas líderes en ciencias políticas.  Weissberg también ha sido escrito para revistas como Forbes, Society y The Weekly Standard. También ha sido orador en las conferencias de la publicación de nacionalismo blanco American Renaissance, donde ha expresado sus creencias sobre las diferencias mentales promedio entre las poblaciones raciales.

## Educación
Graduado de la secundaria de Teaneck, Weissberg obtuvo un B.A. del Bard College y un Ph.D. en la Universidad de Wisconsin. Fue profesor asistente en la Universidad de Cornell y luego profesor adjunto en la Universidad de Illinois. Se retiró de esta última el año 2003.

## Recepción
En su libro de 2010, Bad Students, Not Bad Schools, Weissberg argumenta que los estudiantes, en lugar de los maestros o el plan de estudios, son las causas fundamentales de los malos resultados educativos. Una revisión en el Journal of School Choice elogió el libro como audaz y legible, pero también criticó lo que el autor consideraba ocasionalmente como un argumento "intelectualmente perezoso y (posiblemente) racista". Weissberg, en abril de 2012, a raíz del despido de John Derbyshire, la National Review finalizó su relación con Weissberg, señalando que los editores descubrieron recientemente que Weissberg había "participado en una conferencia de American Renaissance donde él pronunció una charla sobre el futuro del nacionalismo blanco".

## Libros
- American Democracy: Theory & Reality (1972), ASIN B000SGT9O4.
- Political Learning, Political Choice, & Democratic Citizenship (1974). ISBN 978-0136849933.
- Elementary Political Analysis (co-authored with Herbert Jacob) (1975). ISBN 978-0070321366.
- Public Opinion and Popular Government (1976). ISBN 978-0137379088.
- Understanding American Government (1979). ASIN B000OA72PM.
- Political Tolerance: Balancing Community and Diversity (1998). ISBN 978-0803973435.
- The Politics of Empowerment (1999). ISBN 978-0275964269.
- Democracy and the Academy (2000). ISBN 978-1560727835.
- Polling, Policy, and Public Opinion: The Case Against Heeding the "Voice of the People" (2002). ISBN 978-0312294953.
- The Limits of Civic Activism: Cautionary Tales on the Use of Politics (2004). ISBN 978-0765802613.
- Pernicious Tolerance: How Teaching to "Accept Differences" Undermines Civil Society (2008). ISBN 978-1412845793.
- Bad Students, Not Bad Schools (2010). ISBN 978-1412813457.